# Бели олеандер (књига)
Бели олеандер, роман из 1999. године америчке ауторке Џенет Фич. То је прича о одрастању детета (Астрид) које се одвојило од мајке (Ингрид) и смештено у низ хранитељских породица. Бави се темом мајчинства. Књига је дискутована у Оприном књишком клубу (енгл. „Oprah's Book Club”) у мају 1999.године, након чега постаје национални бестселер.Филм под именом Бели олеандер изашао је 2002. године.

## Сажетак радње
Астрид Магнусен је дванаестогодишња девојчица која живи у Лос Анђелесу у Калифорнији са својом мајком Ингрид Магнусен, песницом која је самоцентрична и ексцентрична. Астридин отац Клаус Андерс отишао је пре него што је Астрид била довољно стара да га се сећа.
Ингрид започиње везу са човеком по имену Бaри. На крају, Ингрид открије да је Бaри вара са малђим женама где је након тог сазнања провалила у Бaријеву кућу и отровала га мешавином ДМСО и олеандровог сока. Бaри умире, а Ингрид бива оптужена за његово убиство. Осуђена на доживотни затвор, обећава својој ћерки да ће се вратити.
Астрид се годинама премешта из једног хранитељског дома у други. Прво је послата да живи са Стар, бившом стриптизетом, која се опоравља од наркотика и алкохола. Стар има двоје своје деце, као и двоје усвојене деце.
Астрид (која има 14 година у том тренутку) има предаторску сексуалну везу са Старовим дечком, Рејем. Како се његово интересовање за Стар смањује, Стар се враћа на старе лоше навике. Једне ноћи, након што се суочила са Рејем због његове везе с Астрид (из љубоморе и без бриге), Стар упуца Астрид са .38 калибром. Астрид је хоспитализована на неколико недеља, а тада почиње да злоупотребљава лек који јој је преписан Демерол.
Након опоравка Астрид је послата да живи са Едом и Марвел Турлок и њихово двоје мале деце, у основи као неплаћена бебиситерка. Астрид не воли брачни пар, делимично због куће која јој се не свиђа, а делом и због Марвелине склоности да даје расистичке изјаве о мањинама, нарочитно њиховој комшиници, прелепој афроамеричкој проститутки по имену Оливија Џонстон са којом се Астрид спријатељи. Астрид се диви лепоти, богаству и хедонистичком начину живота Оливије. Турлоци су избацили Астрид из куће када су сазнали да се дружи са Оливијом.
Затим је Астрид послата у дом хипсаноамериканке по имену Амелиа Рамос. Упркос свом богатству, Амелиа изгладњује своју усвојену децу те је Астрид приморана да једе храну из смећа у школи. Астрид на крају добија нову социјалну радницу која јој проналази нови смештај.
Бивша глумица, Клер Ричардс и њен супруг Рон су Астридини нови хранитељи. Клер осигурава Астридину удобност. Астрид се побољшава у школи и бави се уметношћу. Астрид наставља контакт са Ингрид у затвору, али постаје све огорченија према својој мајци. У међувремену, Клер сумња да Рон има аферу. Клер емотивно узнемирена извршава самоубиство предозирањем.
Астрид, која сада има 17 година, смештена је у дечији центар Макларен (познатији као „Мек”) где упознаје дечка уметника по имену Паул Троут.  Вежу се једно за друго, али Астрид је послата у нови дом.
Последњи дом Астрид је са рускињом Реном Грушенка. Астрид, још малолетна има сексуални однос са Ренeиним дечком Сергејем. Једног дана, након конзумирања наркотика, Астрид добија сећања на жену по имену Ени.
У међувремену, Ингрид и њен адвокат започињу поступак како би Ингрид била пуштена из затвора. Међутим, њихов случај зависи од Астрид. Ако она сведочи да Ингрид није убила Бaрија, Ингрид вероватно неће бити осуђена. Астрид схвата да је у положају моћи над мајком и пита Ингрид ко је Ени. Ингрид открива да је Ени била бебиситерка са којом је Ингрид напустила Астрид више од годину дана. Астрид је узнемирена и даје Ингрид избор, да сведочи или да поново види у својој ћерки особу коју је она познавала. Ингрид одлучује да не тражи од Астрид да лаже за њу.
Две године касније, Астрид има 20 година и живи са Паулом у запуштеном стану у Берлину, Немачка. Астрид проводи време купујући кофере и претварајући их у појединачне уметиничке комаде који представљају њене различите хранитељске домове. Ингрид је пуштена из затвора након што је на суђењу ослобођена оптужнице. Астрид схвата да ће, ако се врати у Калифорнију како би се поново спојила са својом мајком Ингрид, морати да напусти Пола. Одлучила је да остане уз њега, али чезне за повратком у Калифорнију.

## Главни ликови
Астрид Магнусен: главна јунакиња, на почетку романа има дванаест година. Уметница, стридљива и под утицајем своје манипулативне мајке. У роману је приказан њен губитак наивности, сексуални почеци и покушаји самоопредељења.
Ингрид Мафнусен: Астридина манипулативна мајка је на почетку романа ухапшена због убиства свог љубавника Бaрија. Када је са Астрид, она често заборавља да има ћерку и фокусира се на своју уметност. Касније, покушава да контролише Астрид из затвора.
Стар: Астридина прва хранитељска мајка, она је бивша стриптизета и изнурена Хришћанка. Опоравља се од алкохолизма и наркотика и живи у приколици са децом. Прво показује љубазност према Астрид, али касније постаје љубоморна на Астридину везу са Рејем.
„Чика” Реј: Дечко од Стар, чија деца га зову  „чика Реј”. Наизглед љубазан механичар, он започиње сексуални однос са Астрид која је тада имала 14 година.
Оливија Џонсон: Афроамеричка проститутка са којом се Астрид спријатељи док живи са својом другом хранитељском породицом, Турлок. Оливија уводи Астрид у луксузни, хедонистички и неодговорни начин живота.
Клер Ричардс: Астридина четврта хранитељска мајка, примећује Астридин уметнички таленат и подстиче је да крене у школу. Клер има кризу у браку, лоше самопоуздање и извршава самоубиство након охрабрења Ингрид.
Паул Троут: Дечак уметник који упознаје Астрид током боравка у Макларен дечијем центру (познатијем као „Мек”), установи за усвојену децу која не могу наћи смештај. Касније, Астрид развија романсу са Паулом.
Рена Грушенка: Последња Астридина хранитељска мајка, жилава, пословна Рускиња. Она је дрска али охрабрује Астрид да доноси добре финансијске одлуке и постане добар преговарач.

## Теме романа
Мајчинство је главна тема романа. Астрид покушава да дефинише своје ставове упркос биолошкој мајци и различитим хранитељицама, док је још увек у потрази за љубављу и прихватањем које њена мајка не може да јој пружи из затвора. Уметнички комади које Астрид ствара на крају романа су метафоре за различите мајке и домове.
Остале теме укључују природу уметности; саморефлексије и стварања; опстанак најспособнијих; и савршенство насупрот несавршености.

## Рецепција романа
Роман је добио добре критике и имао је типичну публикацију за дебитантски роман. Hакон што је 1999.године дискутована у Оприном књишком клубу, популарност књиге је скочила. Постао је национални бестселер. Тренутно, има оцену 3.95 од 5 звездица на Гудридсу.

## Адаптације
Фич је изворно написала роман као кратку причу, која је проглашена за најбољу кратку америчку причу, 1994.године.
Роман је адаптиран у филм, Бели олеандер, објављен 2002.године у којем играју Мишел Фајфер и Рене Зелвегер.